# Glomerales
Ordre
Synonymes
Glomales
Les Glomerales sont un ordre de champignons symbiotiques de la division des Glomeromycota.

## Biologie
Ces champignons sont tous des mycobiontes mutualistes symbiotiques. La plupart utilisent un système de mycorhizes à arbuscules pour échanger des éléments nutritifs avec leur plante hôte. Ils produisent de grandes spores (de 0,1 à 0,5 mm) (azygospores et chlamydospores) avec des milliers de noyaux.

## Phylogénie
Tous les membres de leur division étaient autrefois considérées comme liés aux Endogonaceae, mais grâce à des données de séquençage moléculaire, on a trouvé une relation plus étroite avec les Dikarya
.
Leurs fossiles remontent à la période Ordovicienne (il y a 460 millions d'années).
L'ordre contient les familles suivantes :
- Claroideoglomeraceae
- Glomeraceae

## Orthographe
Le nom de famille  sur lequel est basé ce nom de niveau d'ordre, a été mal orthographié « Glomaceae », d'où la mauvaise orthographe du nom d'ordre Glomales. Selon le Code international de nomenclature botanique, les deux noms Glomaceae et Glomales peuvent être remplacés respectivement par Glomeraceae et Glomerales. Les mauvaises orthographes sont malheureusement monnaie courante dans la littérature.